# Florian Köppl
Florian Köppl (* 9. Dezember 1994) ist ein deutscher Basketballspieler. Seit Dezember 2024 steht der zwei Meter große Power Forward bei den Chiemgau Baskets unter Vertrag. Zuvor war er unter anderem für die Kufstein Towers in der österreichischen 2. Basketball-Bundesliga, sowie bei den Kirchheim Knights und KIT SC Karlsruhe in der 2. Basketball-Bundesliga ProA und ProB aktiv.

## Karriere
Köppl wuchs in Illertissen auf und begann seine Basketballlaufbahn bei der BG Illertal-Weißenhorn, bevor er in das Nachwuchsprogramm von ratiopharm Ulm wechselte. Dort spielte er sowohl in der Jugend-Basketball-Bundesliga (JBBL) als auch in der Nachwuchs-Basketball-Bundesliga (NBBL). Erste Einsätze im Herrenbereich hatte der damals erst 16-jährige für die Ulmer in der Regionalliga sowie später in ProB.
Nach Stationen in der Basketball-Regionalliga Südwest und Südost schloss er sich den Kirchheim Knights an und stand dort auch im ProA-Kader. Nach mehreren Stationen in der Regionalliga Südwest folgte der Wechsel zum KIT SC Karlsruhe in die 2. Basketball-Bundesliga ProB. Im Anschluss unterschrieb er einen Vertrag in Österreich bei den Kufstein Towers, wo er zwei Jahre lang Kapitän der Mannschaft war und eine zentrale Rolle im Aufstiegskampf des Clubs in die Basketball Superliga spielte. Im Dezember 2024 wechselte Köppl zum aufstrebenden Basketballprojekt der Chiemgau Baskets in die Regionalliga Südost, wo er seither als Stammspieler und Leader fungiert.
Parallel zur klassischen 5-gegen-5-Karriere ist Köppl auch im 3x3-Basketball aktiv und wird in der internationalen Rangliste der FIBA 3x3 geführt. Mehrmals konnte er hier mit seinem Team um die deutsche Meisterschaft sowie den deutschen Pokal kämpfen und an internationalen Challengern teilnehmen.

## Sonstige Tätigkeiten
Florian Köppl absolvierte ein Masterstudium in Sports, Culture & Event Management an der FH Kufstein in Tirol, für das er ein vollumfängliches Sportstipendium erhielt. Neben seiner aktiven Laufbahn engagiert er sich seit Jahren in der Kinder- und Jugendarbeit im Sport und hat sich auf Sportmarketing, Sponsoring und Eventorganisation spezialisiert.